# Кристијано Лукарели
Кристијано Лукарели (итал. Cristiano Lucarelli; Ливорно, 4. октобар 1975) је бивши италијански фудбалер који је играо на позицији нападача.

## Клупска каријера
Постао је најбољи голгетер у Серији А у сезони 2004/05 као члан Ливорна. За италијанску репрезентацију дебитовао је голом 8. јуна 2005. против Србије и Црне Горе у пријатељској утакмици одиграној у Торонту. Свеукупно је за Италију одиграо шест утакмица и дао три гола.
Његов млађи брат Алесандро наступа за Парму играјући на позицији централног бека.
Августа 2012. завршава каријеру и почиње с тренерским радом у млађим селекцијама Парме.